# Coro Lima Triumphante

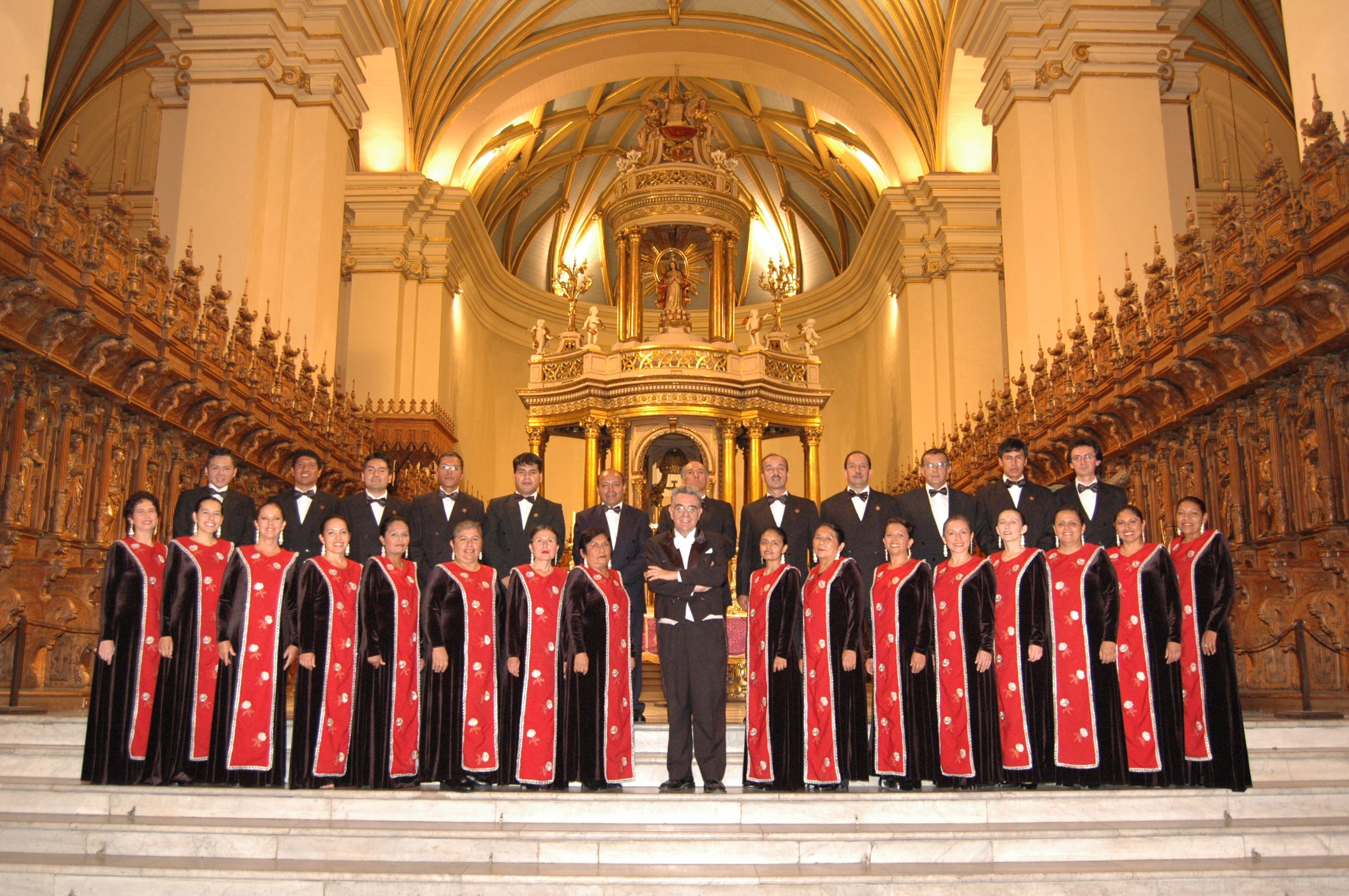
Lima Triumphante

Lima Triumphante es una agrupación coral peruana fundada por el maestro José Quezada Macchiavello el año 2002; desde entonces se dedica preferentemente a la difusión de obras vocales e instrumentales del barroco compuestas en América y Europa, especialmente composiciones de los maestros barrocos de Lima, Cusco y La Plata, y, sobre todo, la música encontrada en la biblioteca del Seminario de San Antonio Abad del Cusco, catalogada y transcrita por José Quezada Macchiavello.

## Trayectoria
Después de su primer concierto en Lima dedicado a Tomás de Torrejón y Velasco, realizado en el Congreso de la República en mayo de 2002, Lima Triumphante ha ofrecido de manera continua a lo largo de más de 15 años, numerosos presentaciones en centros culturales, universidades, colegios, iglesias, así como presentaciones en televisión, difundiendo su repertorio no solo en la capital del Perú sino en Arequipa, Cusco, Chiclayo, Trujillo, Piura y Santa Rosa de Ocopa (Junín); la mayoría de las veces bajo la dirección de su director fundador y algunas  bajo la dirección como invitado del maestro Manuel Cuadros Barr.
El repertorio coral y vocal actual de Lima Triumphante incluye cerca de 50 obras del barroco peruano, que en algunos casos no se ejecutaban desde hace varios siglos, asimismo obras maestras del repertorio universal tales como la Misa del Papa Marcello de Palestrina (estreno en el Perú de la obra completa en abril de 2019), Gloria de Vivaldi "El Mesías" de Handel, "Magnificat" cantatas y motetes de Johann Sebastian Bach,  además de madrigales de Monteverdi (entre otros madrigalistas del renacimiento), motetes de Palestrina Lasso Victoria, choral lieder de Schumann y Brahms, Trois Chansons de Charles D' Orleans Debussy, Lamentaciones de Jeremías Profeta de Ginastera y obras de compositores peruanos y latinoamericanos como Villa-lobos, Pulgar Vidal y el propio José Quezada Macchiavello, entre otros. Además del repertorio vocal y coral su repertorio instrumental incluye obras barrocas, entre estas conciertos y sonatas de Corelli, Vivaldi, Bach y Handel, pasando por sinfonías y conciertos de Haydn y Mozart, hasta obras orquestales de cámara de Bartók, Barber y Britten.   
Una de las primeras actividades de Lima Triumphante fue la grabación en 2002 de la banda de sonido del vídeo Corpus en la Tierra de los Incas, de Raúl Goyburu Producciones y TV Pastoral Salesiana, que obtuvo en junio de 2003 el premio “Cardenal Juan Landázuri”, otorgado por la Conferencia Episcopal Peruana. 
En febrero de 2004, Lima Triumphante grabó su primer CD, La Gran Misa de Lima (Torrejón y Velasco) y otras obras maestras del Barroco en el Virreinato del Perú, con la participación de la clavecinista Lidia Guerberof-Hahn, la soprano Lola Márquez  y la mezzo- soprano Josefina Brivio -como invitada- en la Iglesia de San Felipe Apóstol de San Isidro de Lima. Posteriormente,  se presentó en la Capilla del Hotel Monasterio y Catedral del Cuzco con música hallada en el Seminario de San Antonio Abad del Cusco,  ejecutada en dicha ciudad por primera vez desde el siglo XVIII; aprovechando la oportunidad ejecutó en la Iglesia de San Pedro de Andahuaylillas, por primera vez en ese templo, probablemente desde inicios del siglo XVII, el himno procesional Hanacpachap cussicuinin, —la primera polifonía impresa en América— compuesta en lengua vernácula quechua) por Juan Pérez Bocanegra, cura de Andahuaylillas  
Lima Triumphante ofreció un concierto con música barroca de España, México y Perú el 20 de julio de 2004 en la Iglesia de la Virgen del Pilar de San Isidro, en el marco de la presentación del libro El Legado Musical del Cusco Barroco de su director maestro José Quezada Macchiavello, estrenando piezas de compositores españolas del siglo XVII, halladas en archivos de Zaragoza y Cataluña, transcritas y publicadas por el doctor Antonio Ezquerro, obras de José de Orejón y Aparicio (Huacho 1706 – Lima 1765) así como de obras del compositor español Joseph de Nebra y del ítalo–mexicano Ignacio de Jerusalem, contando para ello con la participación de Lola Márquez, solista principal de la agrupación y de la destacada  clavecinista Lidia Guerberof-Hahn, residente en México. 
A fines del 2004, Lima Triumphante presentó una selección de su repertorio barroco en Boston: First Church- Cambridge, New York: Grace Rainey Rogers Auditórium del Metropolitan Museum of Art, en el marco de la exposición “The Colonial Andes: Tapestries and Silverwork, 1530-1830”; en Washington: St. Matthew Catedral, 4 de diciembre) y en Houston: Shepherd School of Music Stude Hall. José Quezada MAcchiavello dirigió en Washington el estreno de dos obras suyas: Canmi Dios Canqui ( N.º 1 deHimnos Sagrados de los Andes) sobre texto en quechua del Símbolo Católico Indiano de Gerónimo de Oré, (1598), y Ave María (de Tres Motetes Marianos). 
Al concluir la gira a Estados Unidos, el 8 de diciembre de 2004, Lima Triumphante tuvo a su cargo el concierto de clausura de la III Cumbre de Presidentes Sudamericanos, en la Iglesia de la Compañía del Cusco, que fue grabado y transmitido por Andina de Televisión, Canal 9. 
En 2005, un reto para Lima Triumphante y su director fue presentar la versión completa de "El Mesías" de Handel, con la participación de la soprano peruana Lola Márquez y los invitados mexicanos: la mezzo-soprano Gabriela Thierry, el tenor Oscar La Torre, el barítono Benito Navarro y la clavecinista Lidia Guerberof-Hahn 
En 2006, con motivo de las fiestas por los 400 años de la muerte del Santo Arzobispo de Lima, organizador de la Iglesia Católica en el Perú, Lima Triumphante estrenó en la Catedral de Lima, la Misa de Santo Toribio de Melchor Tapia y Zegarra (compositor peruano activo entre fines del siglo XVIII y principios del siglo XIX) .
El 2008, ofreció en Lima el estreno contemporáneo de La Pasión según San Juan de José de Orejón y Aparicio (Huacho, Perú 1705- Lima 1765), considerada por varios reconocidos especialistas como una de las obras más importantes del barroco musical iberoamericano, dentro del marco de la difusión de todo el repertorio hallado de este compositor, considerado el más talentoso entre los nacidos en América en el Barroco. Participaron invitadas en este concierto la violinista Viktoria Horti (húngaro-mexicana) y la clavecinista Lidia Guerberof-Hahn. 
En 2009, grabó tres CDs con la totalidad de la obra hallada de José de Orejón y Aparicio. Posteriormente, en 2019, realizó el estreno de la revisión y orquestación  realizada por José Quezada Macchiavello de los Salmos de Vísperas de José de Orejón y Aparicio, probablemente la obra de mayor envergadura del barroco iberoamericano.